# Expression Language
Expression Language (EL) — скриптовый язык выражений, который позволяет получить доступ к Java компонентам (JavaBeans) из JSP. Начиная с JSP 2.0 используется внутри JSP тегов для отделения Java кода от JSP для обеспечения лёгкого доступа к Java компонентам.
Развитие EL происходило с целью сделать его более простым для дизайнеров, которые имеют минимальные познания в языке программирования Java. До появления языка выражений, JSP имел несколько специальных тегов таких как скриптлеты, выражения и т. п. которые позволяли записывать Java код непосредственно на странице. С использованием языка выражений веб-дизайнер должен знать только то, как организовать вызов соответствующих java-методов.

## Внешние ссылки
- Java — Expression Language  (англ.)